# Cottonwood Heights
Cottonwood Heights je město v okresu Salt Lake County ve státě Utah ve Spojených státech amerických. K roku 2010 zde žilo 33 433 obyvatel. S celkovou rozlohou 17,6 km² byla hustota zalidnění 1 564,8 obyvatel na km².